# Tonypandy
Tonypandy je město v oblasti Rhondda Cynon Taf na jihu Walesu. V roce 2001 zde žilo 3495 obyvatel. Pocházela odtud například herečka Lynette Davies, varhaník Len Rawle a spisovatel Rhys Davies. Na počátku dvacátého století bylo město sídlem ragbyového klubu Mid-Rhondda RLFC. Rovněž zde sídlil fotbalový tým Mid Rhondda F.C.